# Bernardo Strozzi

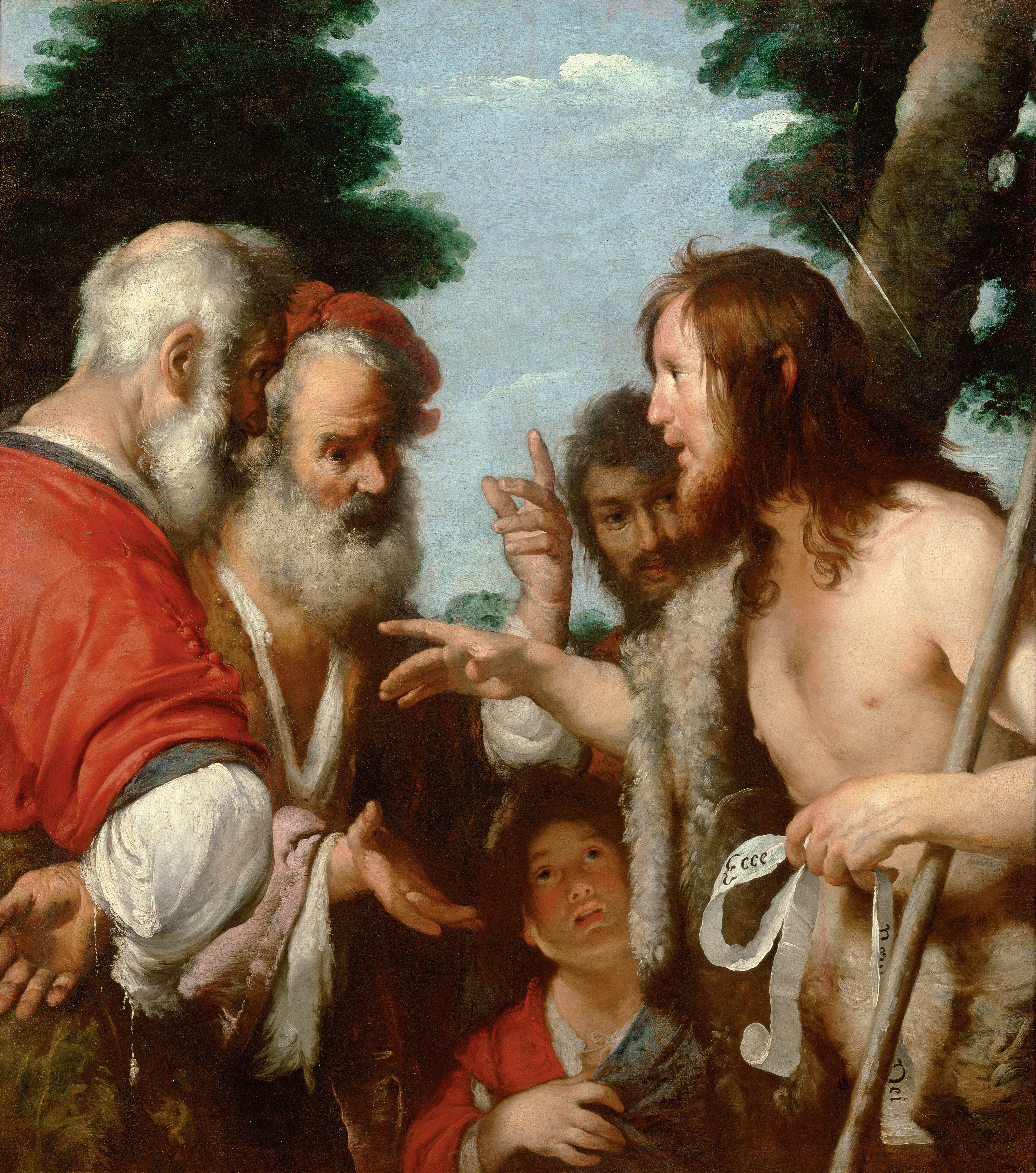
Bernardo Strozzi: Die Predigt Johannes des Täufers, 1644, Kunsthistorisches Museum, Wien

Bernardo Strozzi (* 1581 oder 1582 in Genua; † 2. August 1644 in Venedig) war ein bedeutender italienischer Maler des Frühbarock. Da er zum Kapuzinerorden gehörte, wurde er auch il Cappuccino oder il Prete Genovese („der Priester aus Genua“) genannt.

## Leben
Sein genaues Geburtsjahr ist nicht bekannt, diverse spätere Dokumente und frühe Biographen widersprechen sich darin, dass er entweder 1581 oder 1582 geboren wurde. Seine Eltern waren Pietro Strozzi und Ventura Pizzorno. Bernardo hatte eine Schwester Ginetta, die in zweiter Ehe mit einem Onofrio Zino verheiratet war.
Erst nach dem Tode seines Vaters, der für ihn ein wissenschaftliches Studium geplant hatte, konnte Bernardo eine reguläre Ausbildung zum Maler machen, die er zunächst bei Cesare Corte absolvierte und etwa zwischen 1596 und 1598 bei Pietro Sorri aus Siena. Mit 17 Jahren entschied sich Bernardo für ein Leben als Mönch in dem Kapuzinerkonvent San Barnaba in seiner Heimatstadt Genua, in das er um 1599 eintrat. Nach etwa neun Jahren, also 1608 oder 1609, verließ er das Kloster, um seine Mutter zu unterstützen und als Weltgeistlicher zu leben, und wohnte zunächst in Campi, etwas außerhalb von Genua.

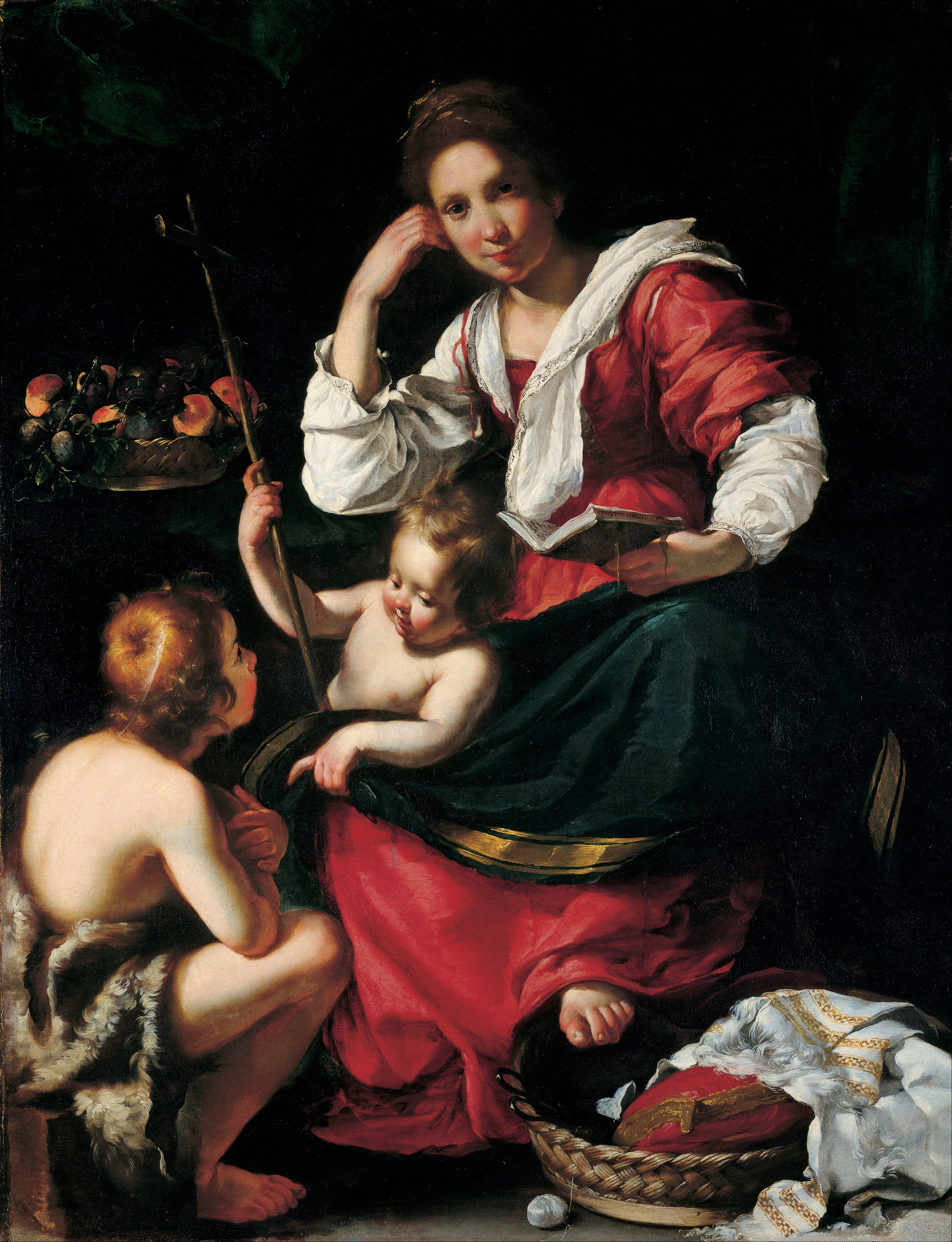
Madonna mit Kind und dem kleinen Johannes dem Täufer, ca. 1620, Palazzo Ridolfo e Giovanni Francesco Brignole Sale (Palazzo Rosso), Genua

Strozzi begann – wahrscheinlich noch während seiner Zeit im Kloster – als Maler von Heiligenbildern und erhielt seine ersten öffentlichen Aufträge für Madonnenbilder in Kirchen in Rapallo und Borzoli. 1610 lebte der 28-jährige vorübergehend in Mailand bei der Familie des spanischen Grafen Andrea Manrique de Lara, möglicherweise als Privatlehrer.
Im Januar 1614 war er wieder in Genua und suchte mithilfe von Ingenieurstätigkeiten am Hafen seine Einnahmen aufzubessern. Zugleich etablierte Strozzi sich als Maler und wurde gelegentlich als Sachverständiger hinzugezogen, um den Wert der Gemälde anderer Künstler einzuschätzen und einen Preis festzulegen.
Ab 1618 wohnte er in der Contrada degli Orti di Sant’Andrea, wo er am 5. Dezember 1620 ein Haus mit Wohnungen und Werkstätten kaufte. Bereits am 16. Oktober 1619 hatte er eine Werkstatt gegründet, zusammen mit dem Gewürzhändler Bastiano De Ferrari, der die Geschäfte führte. Das Exklusivrecht für den Handel mit Strozzis Bildern besaß ab 1620 Giovanni Gerolamo Ghisolfi. Strozzi hatte auch Schüler, darunter insbesondere Giovanni Andrea De Ferrari.
Zu seinen größten Mäzenen in Genua gehörte Giovan Carlo Doria, für den er allein bis zum Jahr 1621 bereits 25 Gemälde gemalt hatte. Im Palazzo des Giovanni Stefano Doria (eines Cousins von Giovan Carlo) schuf Strozzi um 1618 Deckenfresken, darunter den Triumph des David und allegorische Figuren.

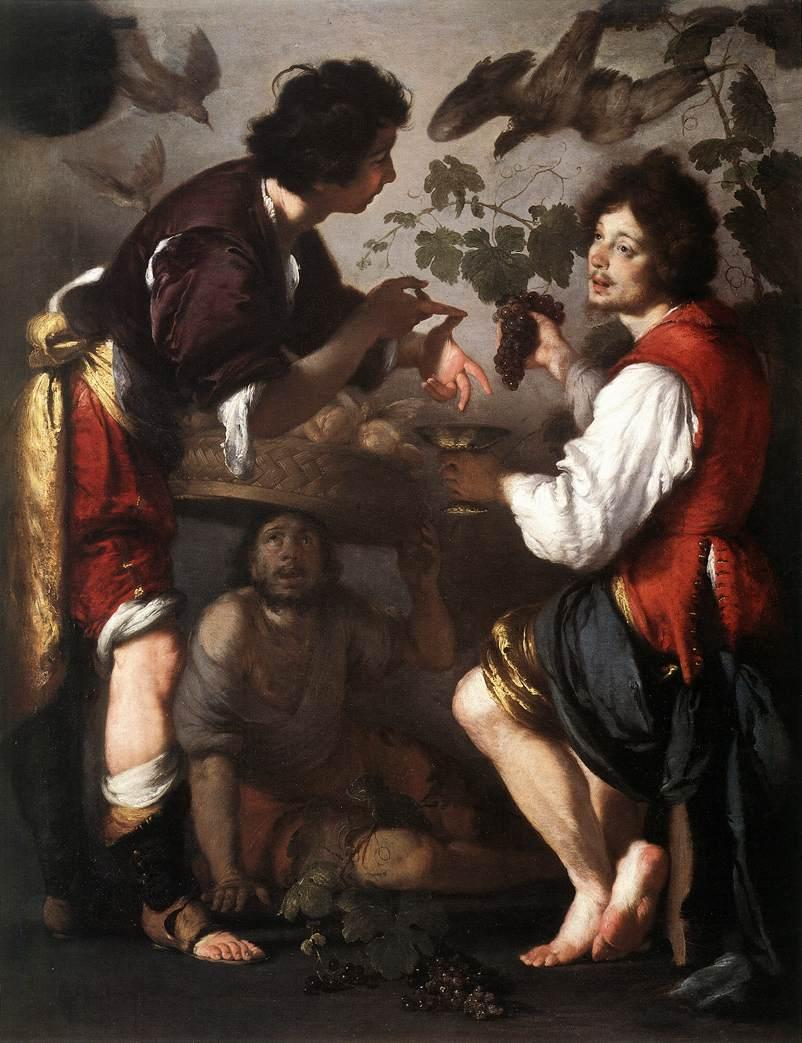
Joseph als Traumdeuter, 1626, Sammlung Pallavicini, Genua

Die beiden Dorias gaben bei ihm auch die Gewölbefresken mit der Vision des hl. Dominikus im Chor der Kirche San Domenico (Genua) in Auftrag, für die er im September 1622 mit 700 Silber-Scudi entlohnt wurde; diese Malereien gingen jedoch bei der Zerstörung der Kirche im Jahr 1825 fast vollständig verloren, ebenso wie seine Gemälde für das Oratorium der Kirche San Tommaso. Für die Kirche des genuesischen Klosters Santa Teresa schuf er 1622 ein Bild der Verklärung der Hl. Teresa von Ávila (heute: Palazzo Luca Grimaldi, „Palazzo Bianco“, Genua), wahrscheinlich im Zusammenhang mit der Kanonisierung der genannten Heiligen.
Strozzi arbeitete auch für Battista und Filippo Centurione, u. a. malte er für den letzteren einige Deckenfresken in dessen Villa in Sampierdarena. Zu seinen bekanntesten Werken vom Beginn der 1620er Jahre zählt die Madonna mit Kind und dem kleinen Johannes dem Täufer im Palazzo Ridolfo e Giovanni Francesco Brignole Sale (Palazzo Rosso) in Genua (signiert). Wahrscheinlich über Filippo Centurione erhielt er auch den Auftrag für die Madonna der Gerechtigkeit (M. della Giustizia, um 1624) für die Sala dei Supremi Sindicatori im Palazzo Ducale von Genua; das Bild befindet sich heute im Louvre (Paris).
Einige Autoren meinen, dass Strozzi sich im Frühling und Sommer 1625 in Rom aufhielt, da er in einem Brief des ligurischen Provinzialen seines Ordens dem römischen Kapuzinerkloster empfohlen wurde; ein Romaufenthalt ist jedoch nicht gesichert.

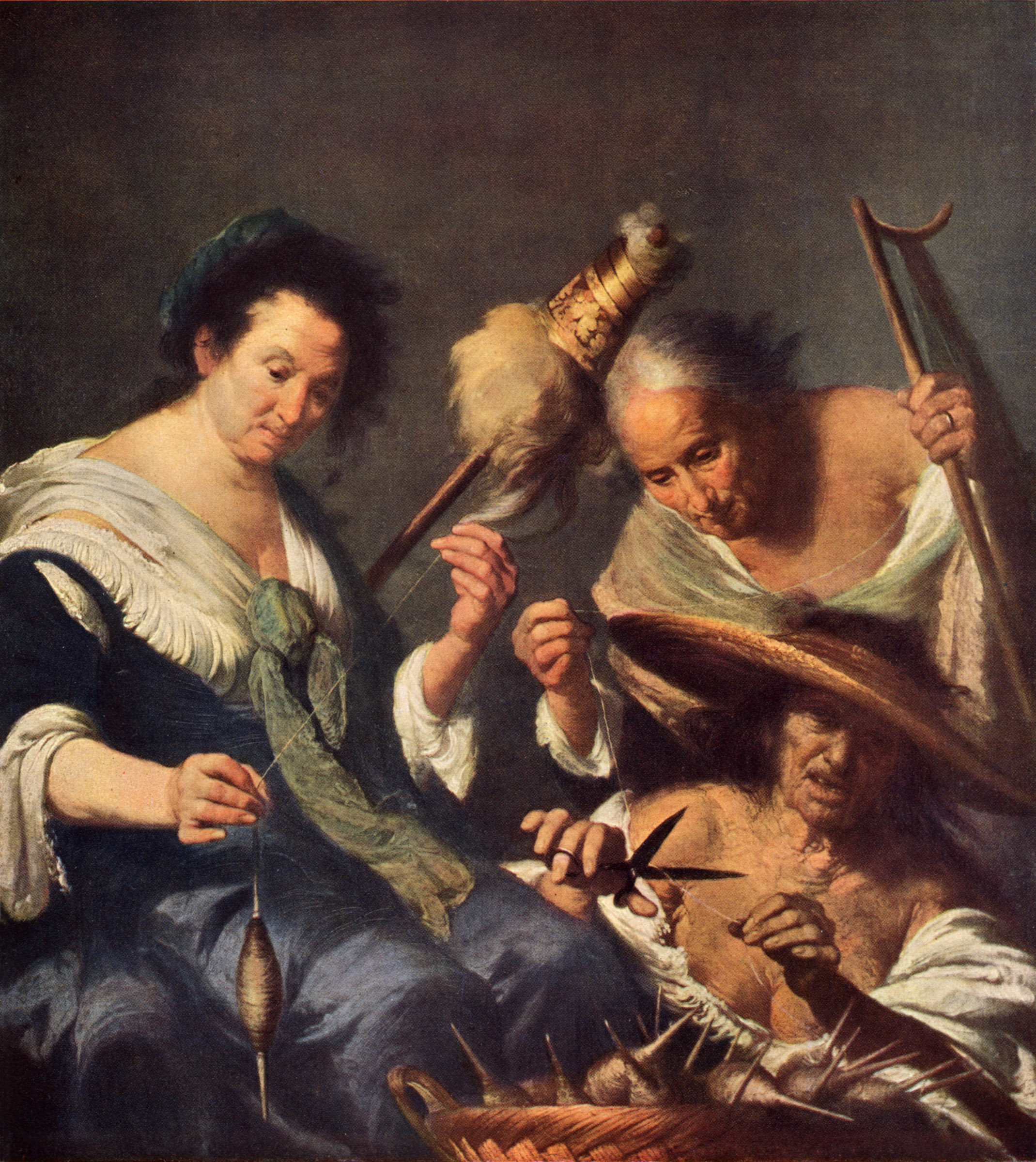
Die drei Parzen (Verbleib unbekannt)

1625 geriet Strozzi durch eine Reihe von Rechtsstreitigkeiten und Anklagen in Schwierigkeiten. Zunächst beklagte er selber sich im Juni des Jahres über Schäden, die seine Gemälde durch den Staub einer benachbarten Kalk-Werkstätte erlitten; mehrere seiner Malerkollegen unterstützten ihn und sagten für ihn aus. Kurz darauf wurde Strozzi von einem unzufriedenen Kunden verklagt und musste diesem eine Entschädigung bezahlen. Gleichzeitig gab es Schwierigkeiten mit Luigi Centurione, in dessen Palazzo an der Strada Nuova der Maler im August 1623 mit einer Freskendekoration begonnen hatte, die er jedoch nach einem heftigen Streit mit dem Auftraggeber vorzeitig abbrach. Centurione verklagte Strozzi, weil dieser seinen Vertrag nicht eingehalten hätte. Für den Maler setzten sich in diesem Fall Marco Antonio Doria und der Maler Giuseppe Catto ein, welch letzterer parallel mit Strozzi an der Dekoration gearbeitet hatte.

In dieser Situation tauchte schließlich auch noch der Prokurator der Steuerbehörde Antonio Guido Castiglione auf und zeigte Strozzi am 12. Dezember 1625 an, weil dieser die Malerei angeblich in einer Weise ausübe, die für seinen geistlichen Stand unehrenhaft sei, da er an öffentlichen Orten, zu seinem finanziellen Vorteil und über profane Themen arbeite. In dem nachfolgenden Prozess sagten nicht nur mehrere Maler und Strozzis Kunsthändler aus, sondern auch sein Arzt Giovanni Agostino Barbano und sein Mäzen Filippo Centurione. Strozzi seinerseits plädierte auf Freispruch und forderte Schadenersatz vom Ankläger Castiglione. 

Noch drei Jahre nach Abschluss des Prozesses, im Juni 1629, sagten vier Zeugen für Strozzi aus und bestätigten, dass er sein Malerhandwerk ehrenhaft ausübe; am 8. Mai 1630 bezeugten sein Arzt Barbano und der Maler Antonio Travi darüber hinaus den schlechten Zustand seiner Gesundheit.

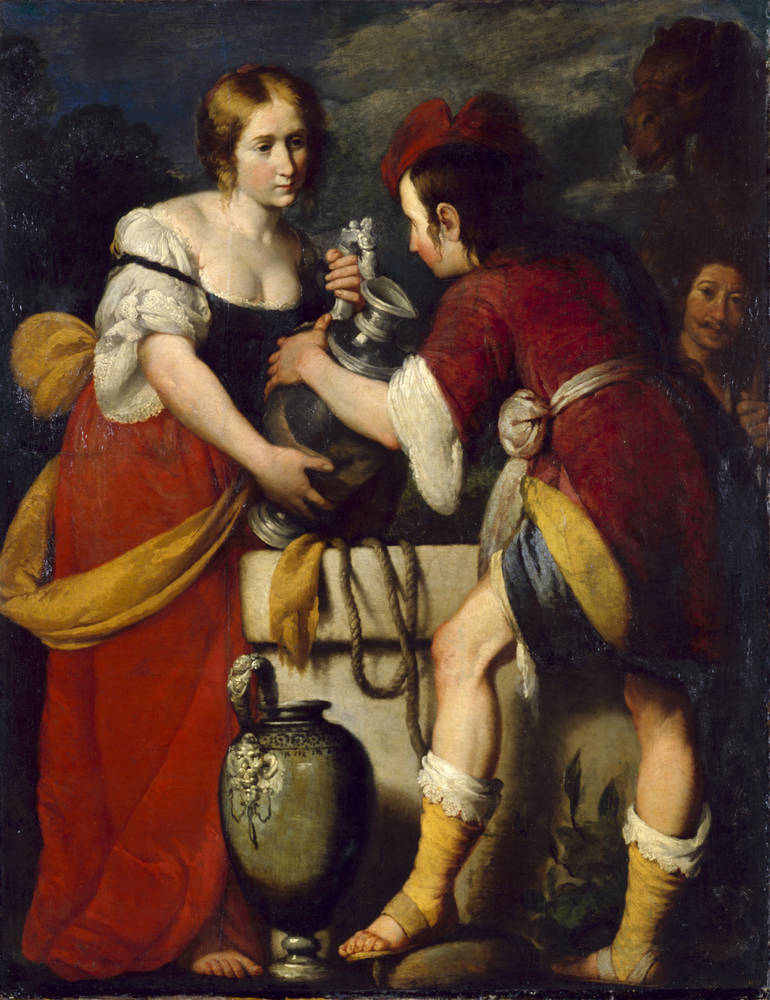
Rebekka und Elieser am Brunnen, Gemäldegalerie Alte Meister, Dresden

Strozzis Ruf als Maler scheint jedoch keinen größeren Schaden gelitten zu haben, jedenfalls schuf er Ende der 1620er Jahre Altarbilder für mehrere Kirchen in Genua: für die Chiesa della SS. Concezione, die Chiesa di Nostra Signora della Misericordia (heute Chiesa dei Sordomuti) und für Sant‘ Ambrogio.
Nach dem Tode seiner Mutter war er verpflichtet, wieder ins Kloster zurückzugehen, daher versuchte Strozzi 1630 von seinem früheren Orden in die Kongregation der Augustiner-Chorherren vom Lateran (canonici regolari lateranensi) zu wechseln, weil diese ihm zugesichert hatten, dass er seinen Beruf weiterhin frei ausüben dürfe. Obwohl die Kapuziner bereits dazu ihr Einverständnis gegeben hatten, ließ ihm die erzbischöfliche Kurie von Genua im Einvernehmen mit dem Dogen Andrea Spinola am 25. August 1630 einen Haftbefehl zukommen. Strozzi reichte ein Bittschreiben an die Regierung der Republik Genua ein und es wurde ihm mehrfach Aufschub gewährt. Im September–Oktober 1631 kam es dann zu einem Prozess, wo Strozzi auch noch beschuldigt wurde, die Gefangennahme eines Giovanni Maria Scaglioso verhindert zu haben. Schließlich war der Maler gezwungen, doch in den Kapuzinerorden zurückkehren (1631–32). Da er seine Malerwerkstatt so nicht weiterführen konnte, wurde sie von seiner Schwester Ginetta seinen engsten Mitarbeitern Giuseppe Catto und Giovanni Francesco Cassana anvertraut.

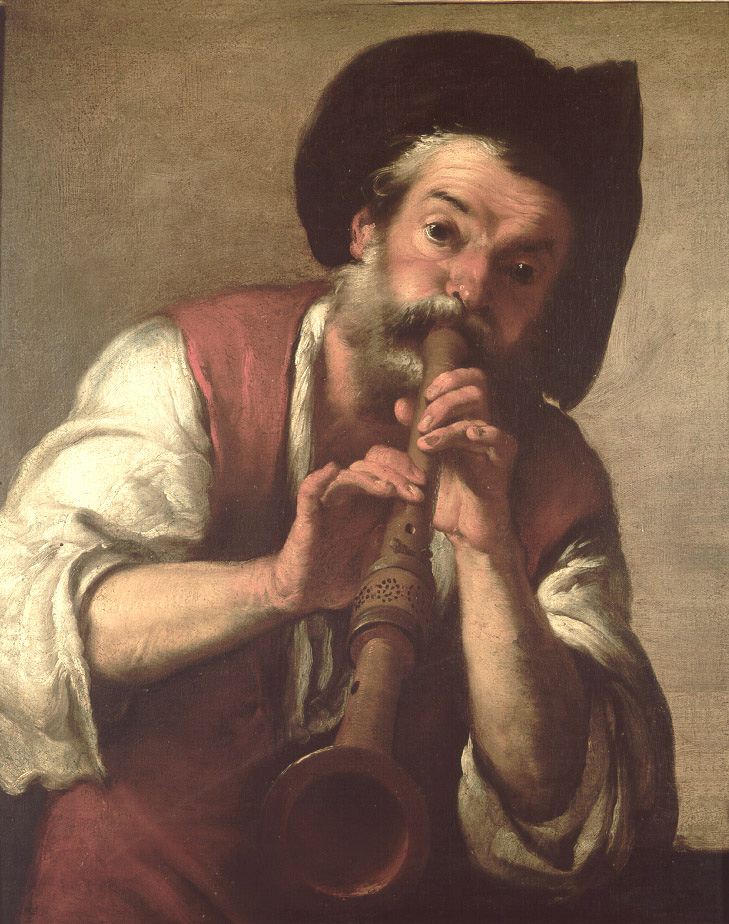
Der Pifferaio, 1624 und 1625, Palazzo Ridolfo e Giovanni Francesco Brignole Sale (Palazzo Rosso), Genua

Bernardo Strozzi versuchte mehrmals vergeblich aus dem Konvent zu entkommen und wendete sich in seiner Verzweiflung am 20. Juli 1633 an die Signoria von Venedig mit der Bitte um einen Schutzbrief mit einer Garantie für einen sicheren Aufenthalt in der Lagunenstadt. Schließlich gelang ihm die Flucht, nachdem er das Kloster zu einem Besuch bei seiner Schwester kurzfristig verlassen durfte. Spätestens im Oktober 1635 war er in Venedig und erklärte Ginetta zu seiner Bevollmächtigten in Genua.
In Venedig blühte er auf und seine Kunst erreichte ihren Höhepunkt. In verstärktem Maße wendete er sich nun der Porträtmalerei zu und malte unter anderem den Dogen Francesco Erizzo, den Kardinal Federico Corner, den Komponisten Claudio Monteverdi, sowie den Dichter und Librettisten Giulio Strozzi (Vater von Barbara Strozzi).

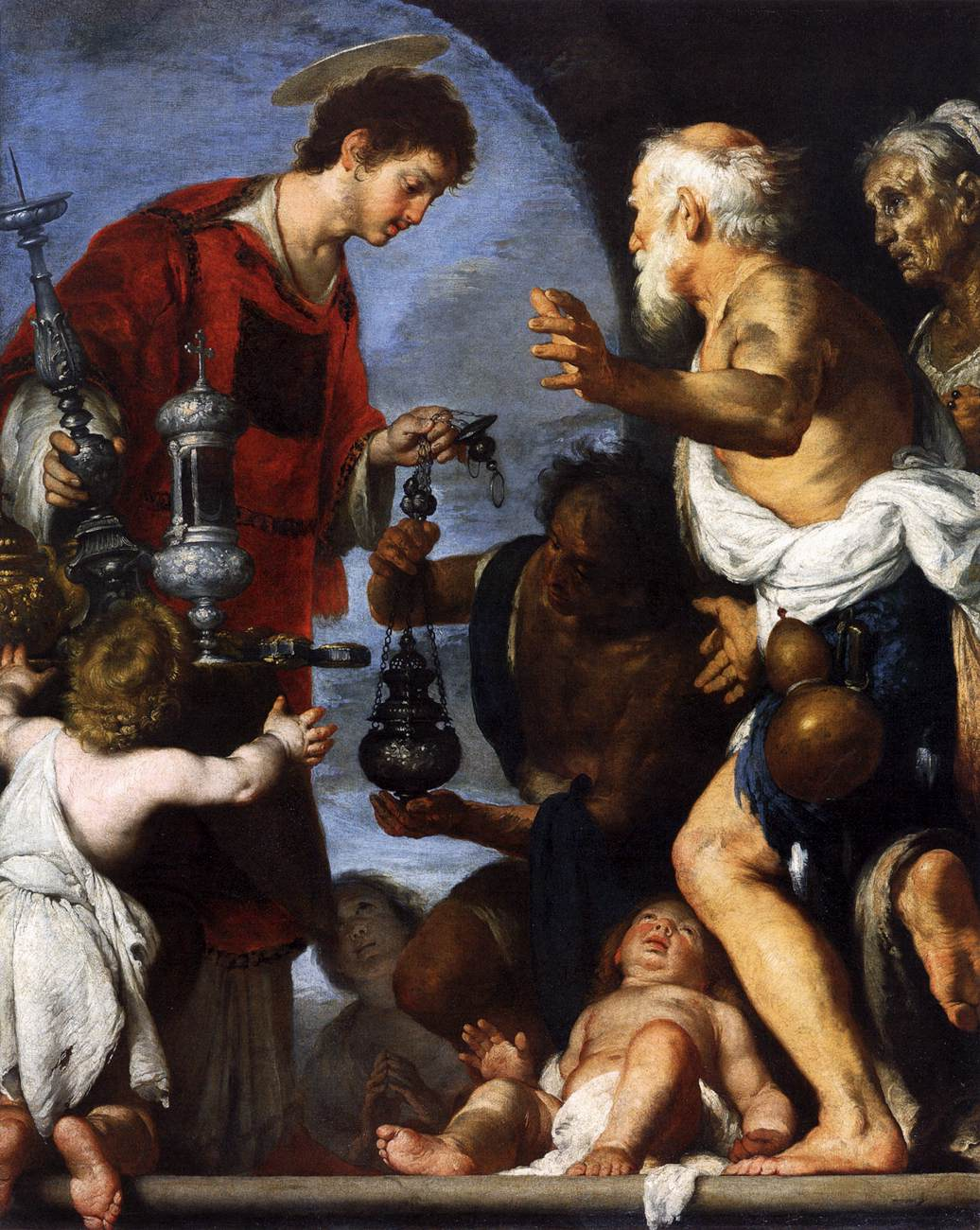
Der hl. Laurentius verteilt den Kirchenschatz an die Armen, 1639–1640, San Nicola da Tolentino, Venedig

Schon 1635 erhielt er einen offiziellen Auftrag für ein Deckengemälde in der Biblioteca Marciana mit einer Allegorie der Bildhauerkunst.  Im Jahr darauf schuf er neben Padovanino ein Deckengemälde für das Ospedale degli Incurabili, das nur teilweise erhalten ist (u. a. in der Accademia, Venedig; und Bozzetti in den Uffizien, Florenz).  Gegen Ende der 1630er Jahre entstanden unter anderem bedeutende Altarbilder für die venezianischen Kirchen San Benedetto und San Nicolò da Tolentino. Bernardo Strozzi malte auch Stillleben, zusammen mit einigen Spezialisten wie Simone del Tintore oder Pietro Paolini.
Auch in Venedig besserte Strozzi seine Einkünfte durch Ingenieurstätigkeiten auf: er erfand ein System zur Regulierung des Wasserzuflusses in der Lagune, wofür er am 23. Dezember 1642 eine Bezahlung von 1000 Scudi erhielt.
Am 1. August 1644 machte Bernardo Strozzi nach kurzer Krankheit sein Testament und verschied einen Tag später in seiner Wohnung in der Contrada di Santa Fosca.

## Würdigung
Bernardo Strozzi gilt als einer der bedeutendsten Vertreter des Kolorismus des 17. Jahrhunderts. Sein Werk ist eine Zusammenführung zahlreicher stilistischer Einflüsse: er verarbeitete in seinem Werk Anregungen toskanischer Meister, wie Giovanni Battista Paggi und Aurelio Lomi, und von Werken Barroccis und Rubens’, die er früh in den Kirchen Genuas sehen konnte. Zeitweise folgte er dem damals modernen Tenebrismus, wie ihn die eleganteren Caravaggisten Bartolomeo Cavarozzi oder Simon Vouet pflegten. Hinzu kamen Einflüsse von Giulio Cesare Procaccini, sowie der Flamen Anthonis van Dyck und Pieter Aertsen. Dies Alles verarbeitete Strozzi zu einem ganz eigenen, originellen und unverkennbaren Stil. Typisch für ihn sind einfallsreiche Kompositionen mit monumentalen, realistischen und volksnahen Figuren von einer gewissen Weichheit und Lieblichkeit. Ein humorvoller Zug durchzieht besonders seine Genreszenen.
Nach seiner Übersiedlung nach Venedig kam es unter Einwirkung der venezianischen Tradition in der Nachfolge von Veronese, Tizian und Tintoretto, sowie von Domenico Fetti und Johann Liss, zu einer „höchsten Steigerung seiner malerischen Qualitäten“ – mit einer lockeren und duftigen Pinselführung und einer aufgehellten, leuchtenden Palette, die im Spätbarock auf Maler wie Sebastiano Ricci und Tiepolo einwirkte.
Strozzi war auch ein wunderbarer Porträtist und hinterließ einige sehr schöne Stillleben.

## Bildergalerie

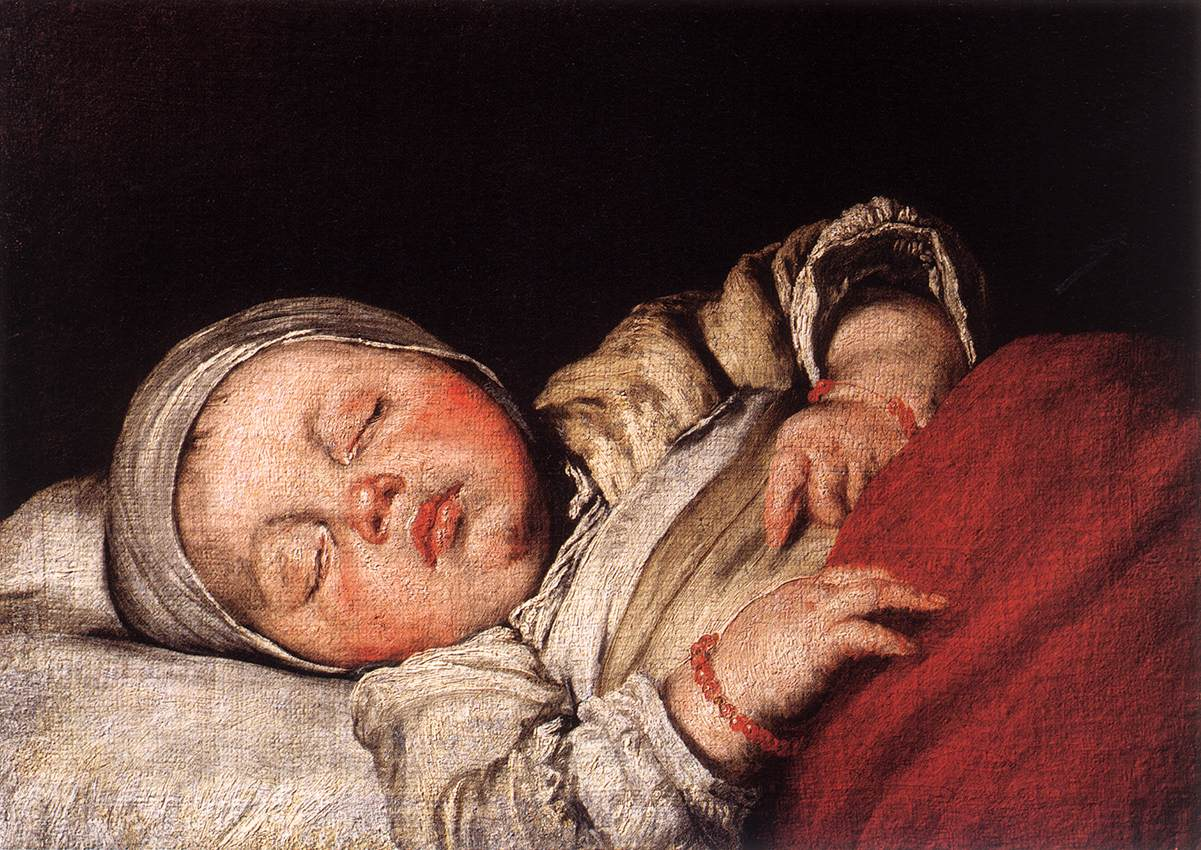
Schlafendes Kind, Residenzgalerie, Salzburg
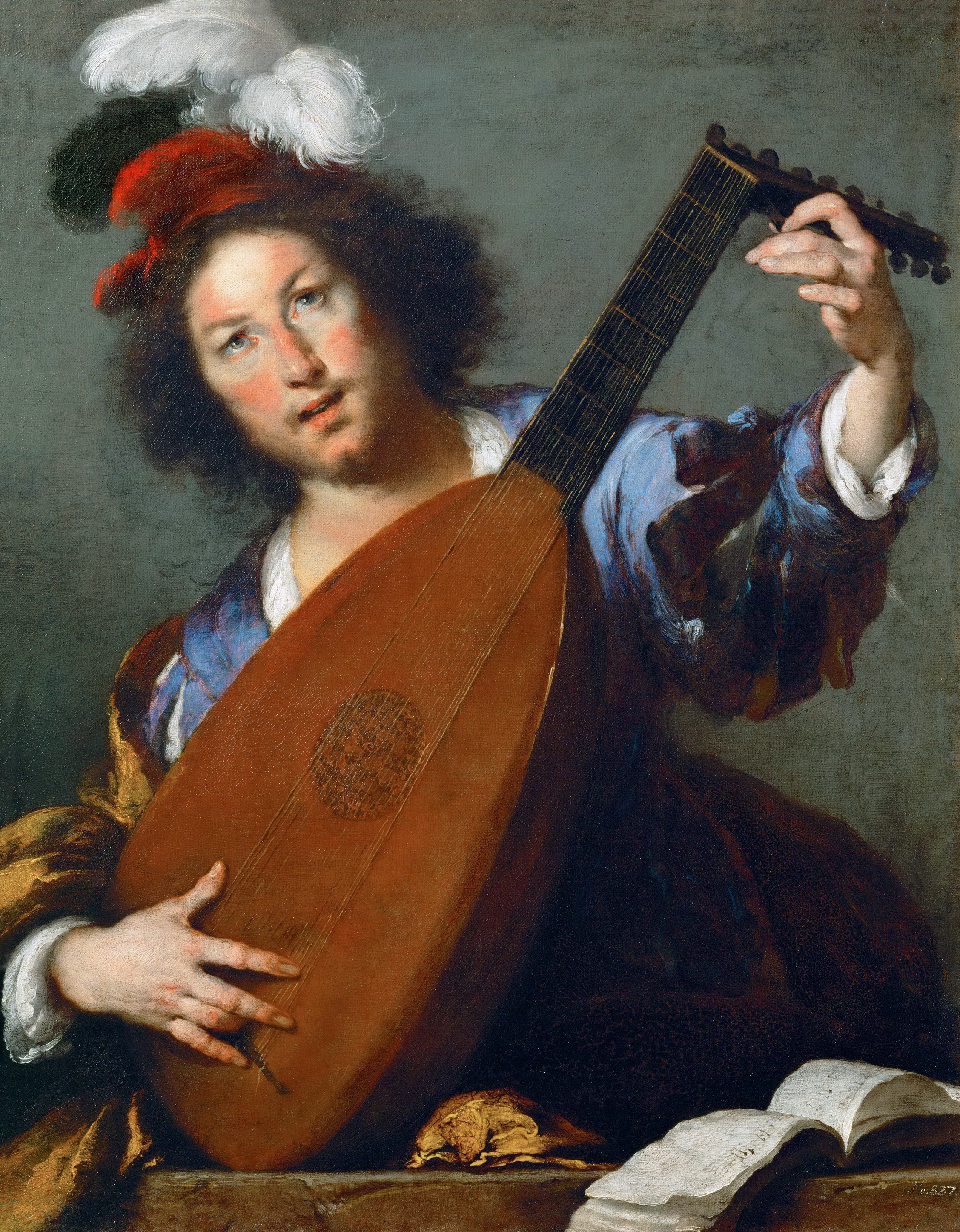
Lautenspieler, ca. 1630–35, Kunsthistorisches Museum, Wien
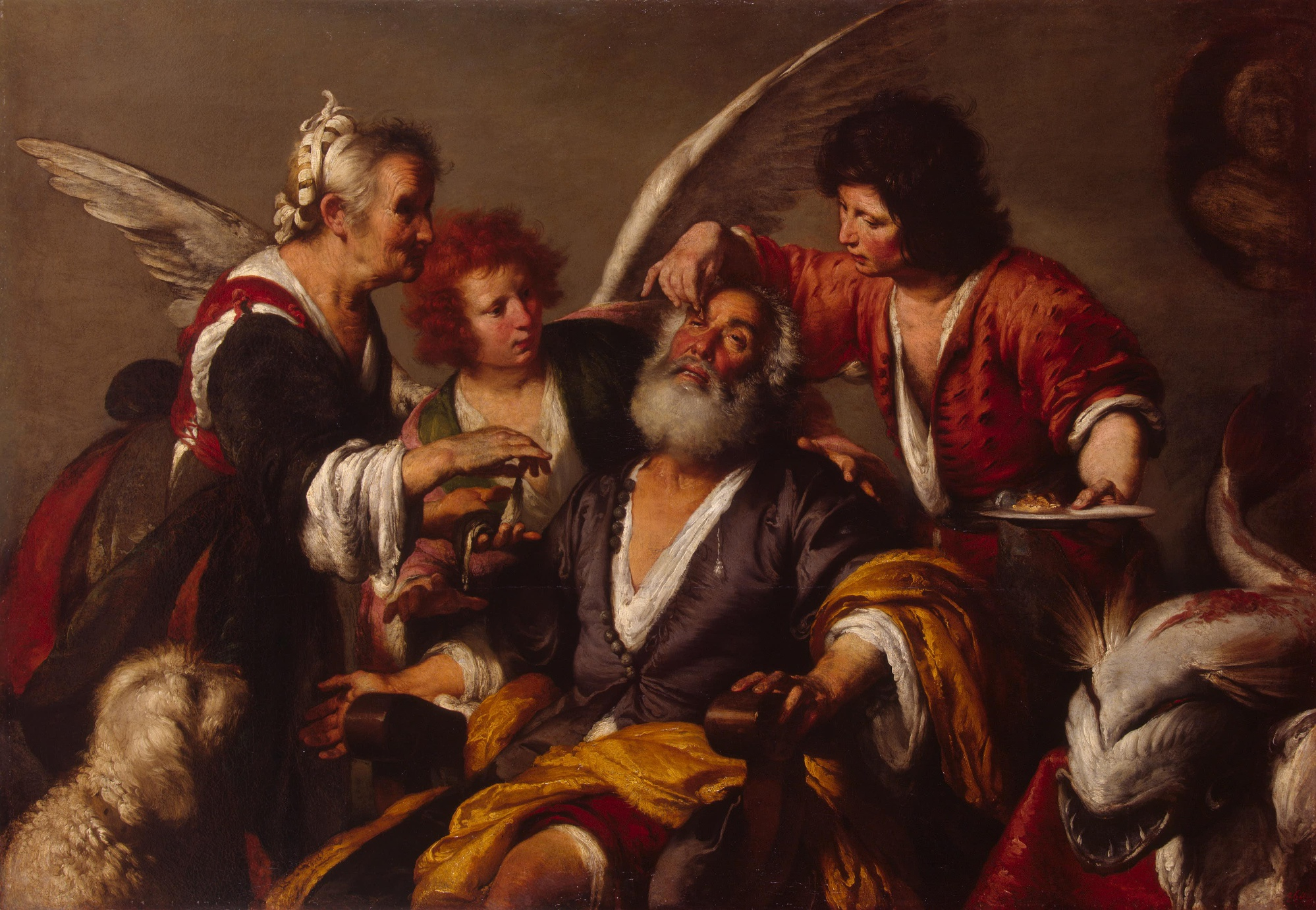
Tobias heilt seinen blinden Vater, ca. 1630, Eremitage, St. Petersburg
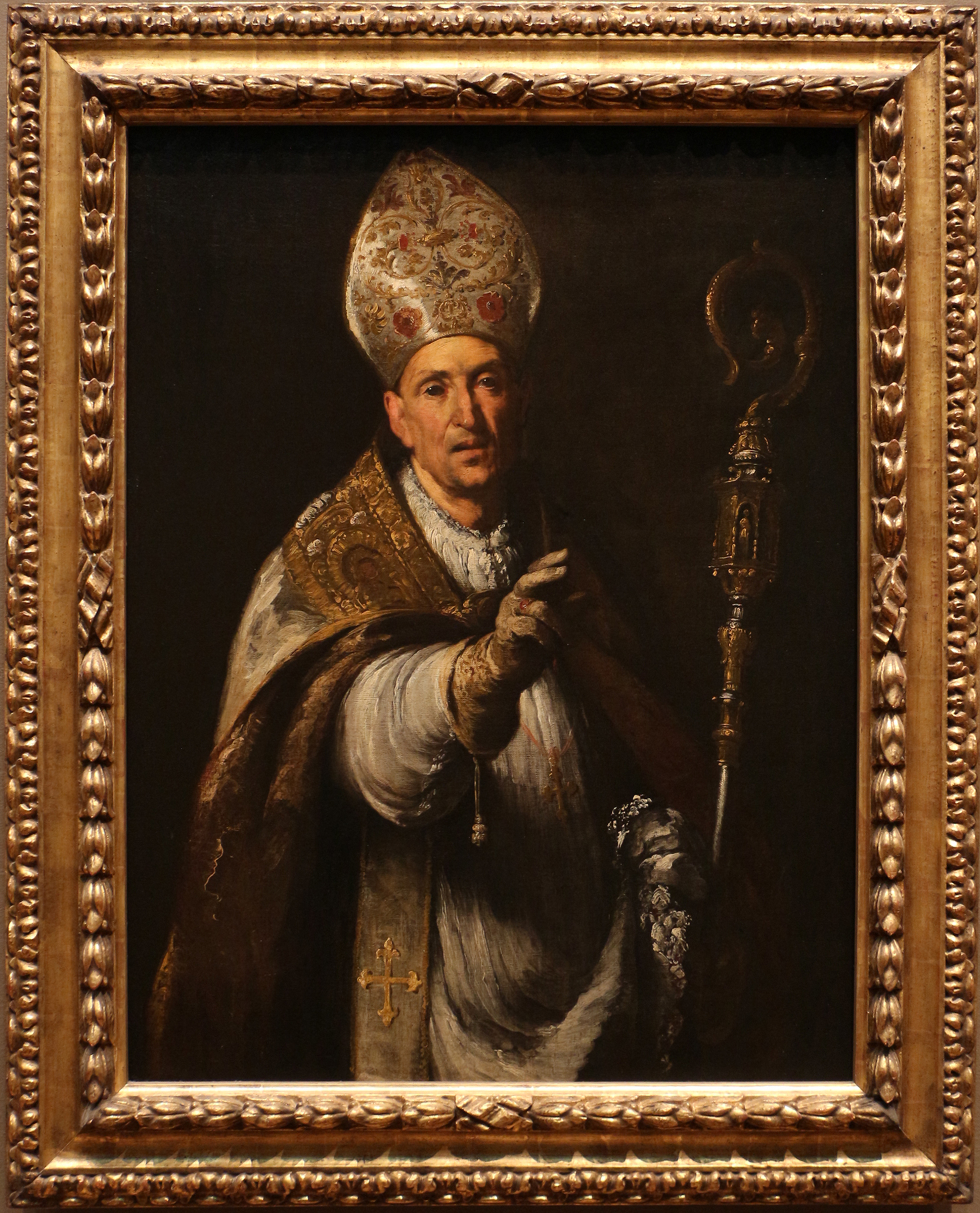
Bildnis eines heiligen Bischofs (San Gerardo Sagredo ?), 1633–35, Art Institute of Chicago
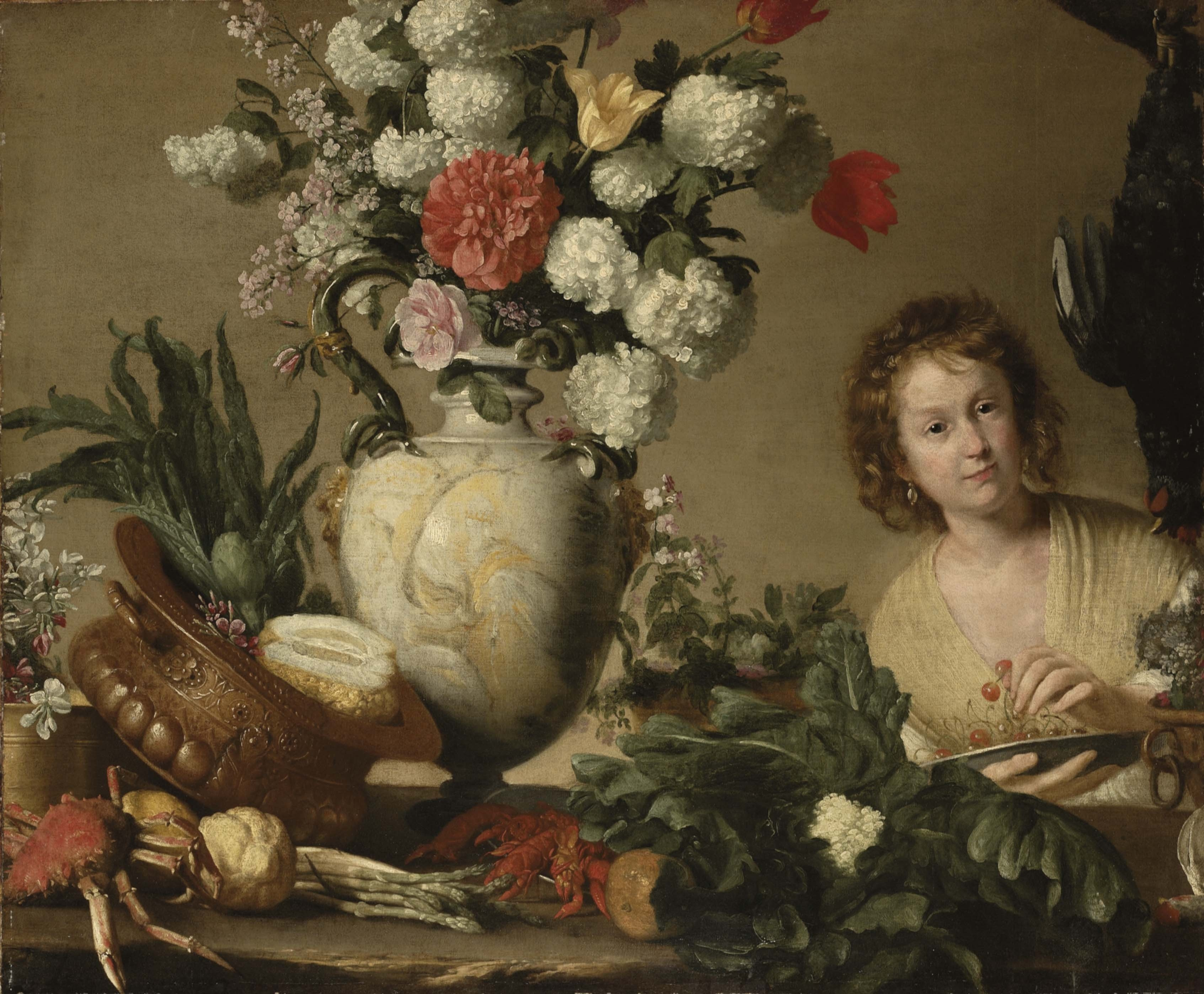
Die Gärtnerin, Maison d’Art, Monaco
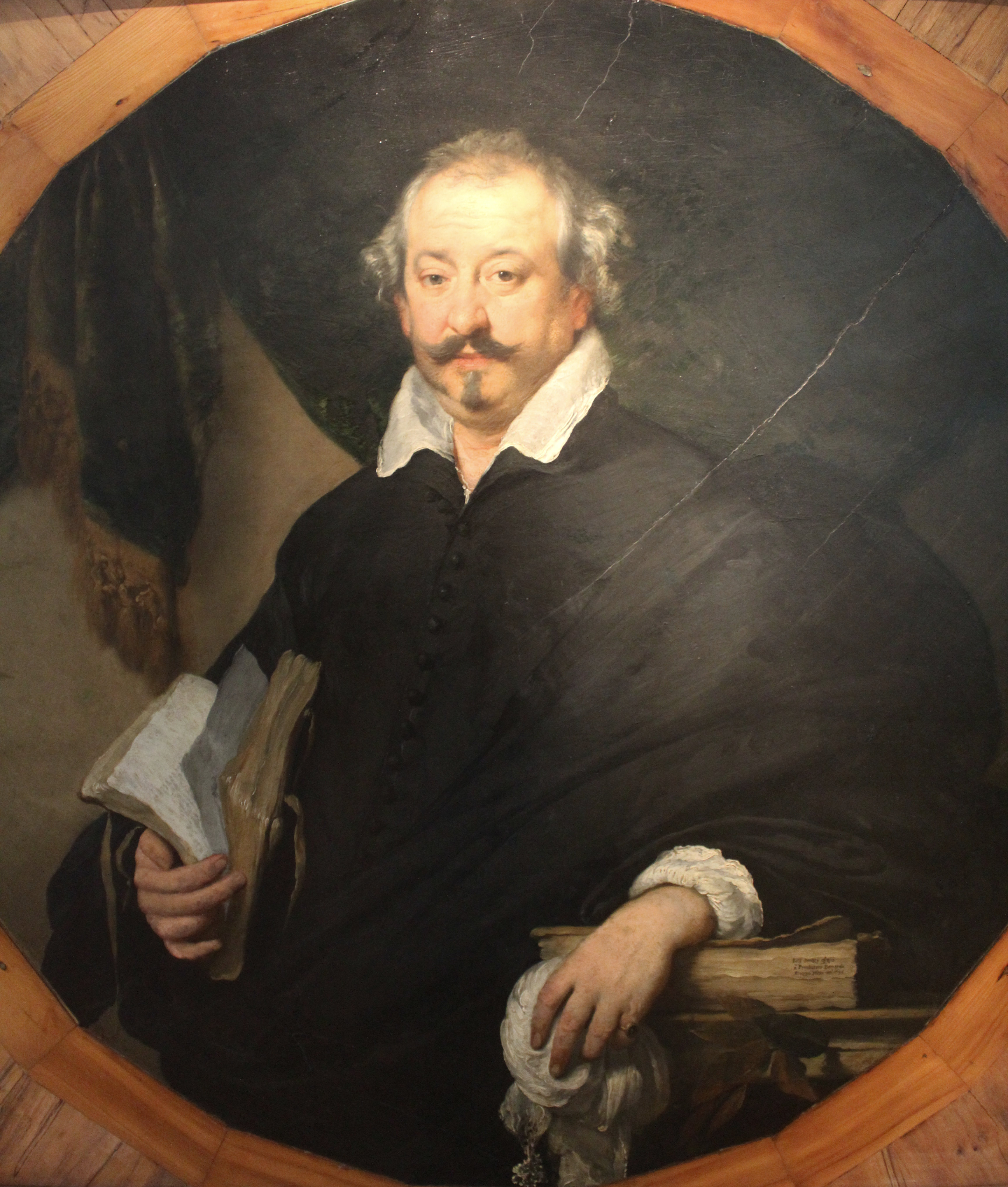
Porträt des Dichters Giulio Strozzi, Schlossmuseum, Güstrow
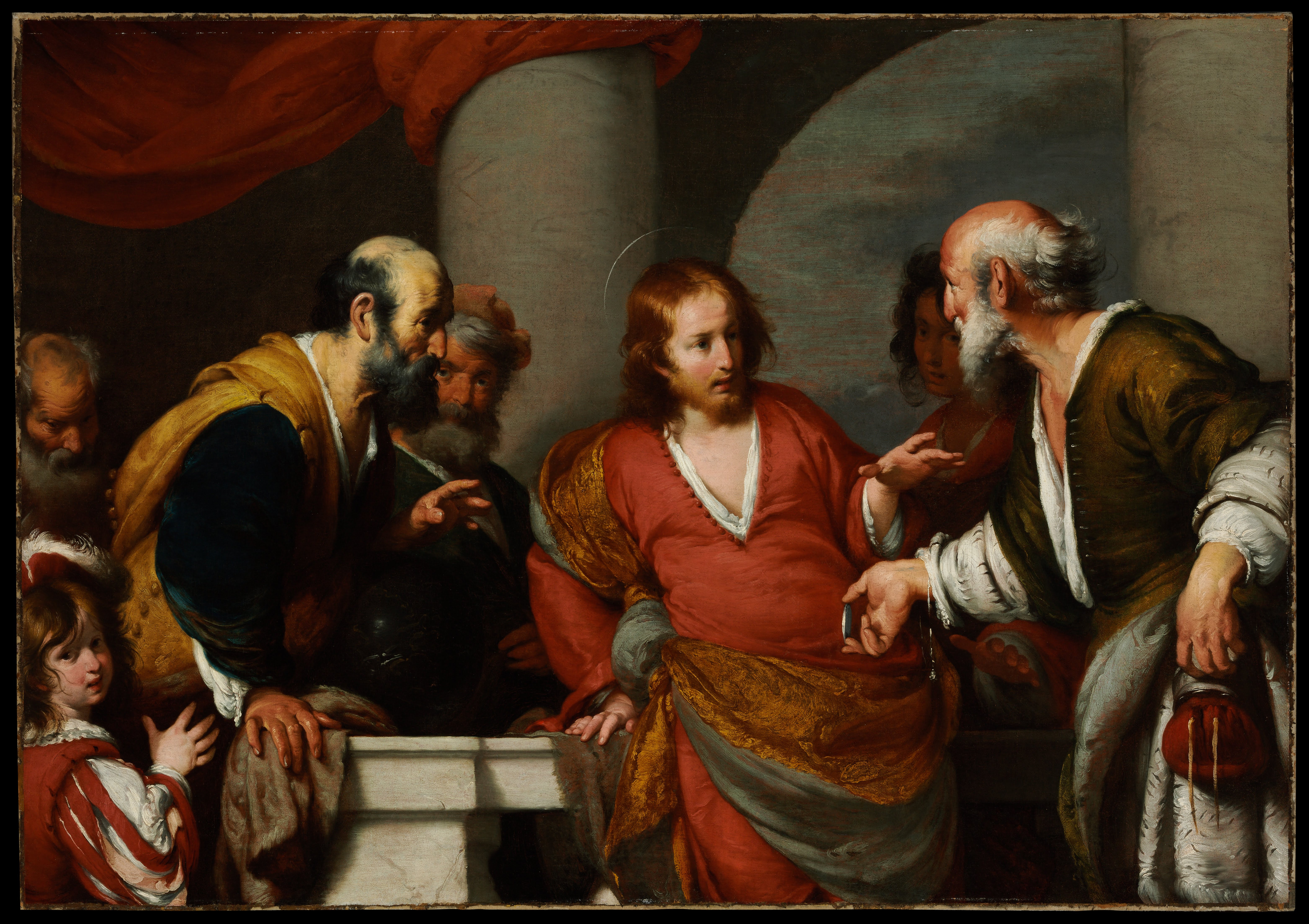
Der Zinsgroschen, 1630er Jahre, Szépművészeti Múzeum, Budapest
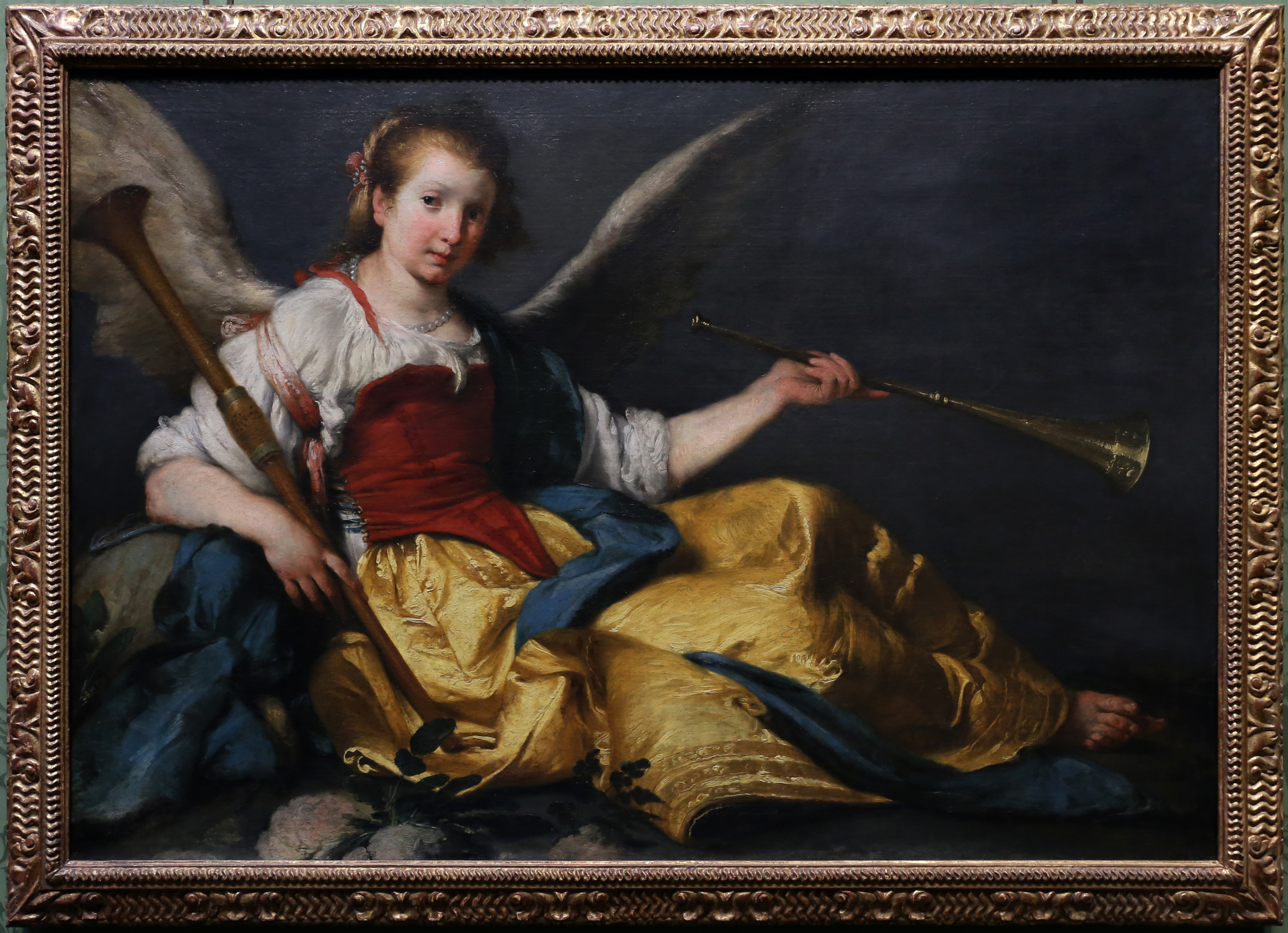
Allegorie der Fama, ca. 1635–36, National Gallery, London
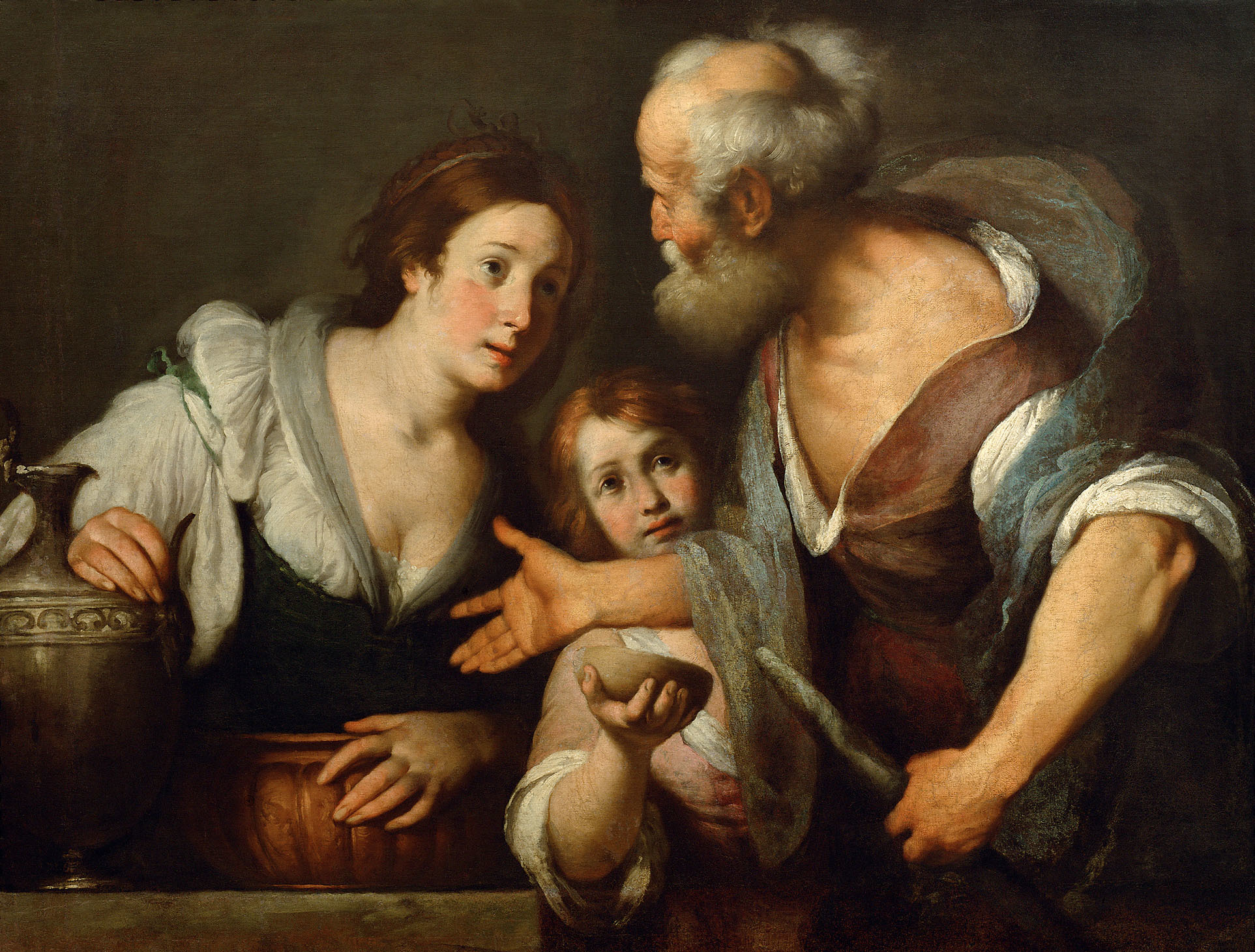
Der Prophet Elias und die Witwe von Sarepta, um 1640, Kunsthistorisches Museum, Wien
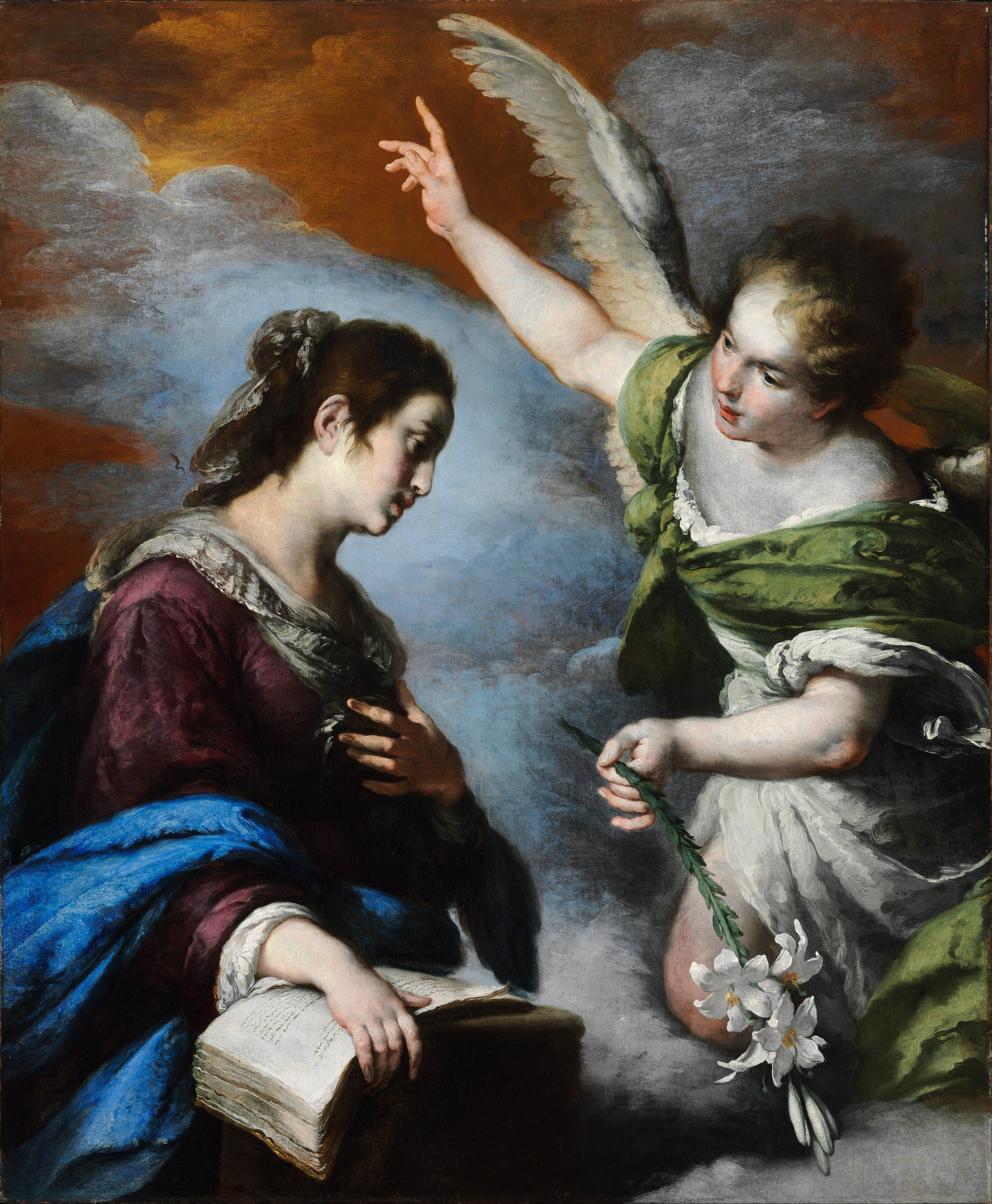
Mariä Verkündigung, ca. 1644, Szépművészeti Múzeum, Budapest

## Werke (Auswahl)
- Christus mit dem Kreuz, Museo diocesano, Chiavari
- Madonna Hodegetria, San Maurizio di Monti bei Rapallo
- Rosenkranzmadonna, Gemeindekirche (parrocchiale) von Borzoli
- Alexander krönt Abdolominos, Fuji Art Museum, Tokyo
- Hl. Katharina von Alexandrien, Wadsworth Atheneum Museum of Art, Hartford
- Hl. Katharina von Alexandrien, Anton-Ulrich-Museum, Braunschweig
- Hl. Caecilia, The Nelson-Atkins Museum of Arts, Kansas City
- Verklärung der Hl. Teresa von Avila, 1622, Palazzo Luca Grimaldi, „Palazzo Bianco“, Genua
- Madonna mit Kind und dem kleinen Johannes dem Täufer, Palazzo Ridolfo e Giovanni Francesco Brignole Sale (Palazzo Rosso), Genua (signiert, 1620er Jahre)
- Deckenfresken (u. a. Dido und Aeneas) in der Villa Centurione, Sampierdarena.
- Madonna in Glorie mit der Hl. Teresa und dem Seligen Salvatore da Horta, Privatsammlung
- Der Pifferaio, 1624–25, Palazzo Ridolfo e Giovanni Francesco Brignole Sale (Palazzo Rosso), Genua
- Die Gärtnerin, Maison d’Art, Monaco
- Hl. Teresa von Avila in Glorie (heute: Palazzo Luca Grimaldi, „Palazzo Bianco“, Genua)
- Madonna mit Kind und dem Hl. Felice da Cantalice, Chiesa della SS. Concezione, Genua
- Madonna mit Kind und den Hl. Giovannino und Laurentius, 1629 (sign. und datiert), Chiesa dei Sordomuti, Genua
- Madonna mit Kind und den Hl. Clara, Ambrosius und Erasmus, vor 1629, Sant‘ Ambrogio, Genua Voltri
- Lautenspieler, ca. 1630, Kunsthistorisches Museum, Wien
- Das Gleichnis vom Zinsgroschen, um 1630, mehrere Fassungen u. a. in: Alte Pinakothek, München
- Die Köchin, Palazzo Ridolfo e Giovanni Francesco Brignole Sale (Palazzo Rosso), Genua
- Verkündigung, ca. 1631, (urspr. für das Conservatorio Interiano) Sammlung der Banca Carige, Genua
- Die Heilung des Tobias (Sankt Petersburg, Eremitage), um 1635
- Bildnis des Giulio Strozzi, 1635 (sign. und dat.), Ashmolean Museum, Oxford
- Claudio Monteverdi, Galleria dell’Accademia, Venedig
- Der Doge Francesco Erizzo, Galleria dell’Accademia, Venedig; und Kunsthistorisches Museum, Wien
- Kardinal Federico Corner, Ca’ Rezzonico, Venedig
- Bildnis des Prokurators Giovanni Grimani, Palazzo Barbaro, Venedig
- Der hl. Sebastian, geheilt von frommen Frauen, San Benedetto, Venedig
- Der Hl. Christophorus mit den Hl. Sebastian und Rochus, Gemeindekirche (parrocchiale), Almenno San Salvatore
- Rebecca und Eliezer am Brunnen, Gemäldegalerie Alte Meister, Dresden
- Der hl. Laurentius verteilt den Kirchenschatz an die Armen, um 1640, San Nicolò da Tolentino, Venedig
- Mariä Himmelfahrt, 1639–42 (urspr. für San Domenico, Genua) San Matteo, Laigueglia
- Die Predigt Johannes des Täufers, 1644, Kunsthistorisches Museum, Wien
- Gastmahl bei Simon, Accademia, Venedig
- Verkündigung Mariens, ca. 1644, zwei Fassungen, u. a. in: Szépművészeti Múzeum, Budapest